# رينو فييراريو
رينو فييراريو (بالإيطالية: Rino Ferrario)‏ (مواليد 7 ديسمبر 1926) هو لاعب كرة قدم. يلعب مع منتخب إيطاليا لكرة القدم. سبق له أن لعب في كأس العالم لكرة القدم مع منتخب بلاده.

## روابط خارجية
- رينو فييراريو على موقع الاتحاد الدولي (مؤرشف)  (الإنجليزية)
- رينو فييراريو على موقع قاعدة بيانات كرة القدم.إي يو (الإنجليزية)
- رينو فييراريو على موقع ناشيونال فوتبول تيمز (الإنجليزية)
- رينو فييراريو على موقع عالم كرة القدم.نت (الإنجليزية)
- رينو فييراريو على موقع أوليمبيديا (الإنجليزية)